# جوکر: جنون مشترک
جوکر: جنون مشترک (انگلیسی: Joker: Folie à Deux) یک فیلم آمریکایی، در ژانر دلهره‌آور روان‌شناختی و موزیکال به کارگردانی تاد فیلیپس است که در سال ۲۰۲۴ منتشر شد. فیلم‌نامه این فیلم توسط خود فیلیپس با همراهی اسکات سیلور بر پایه شخصیت ابرشرور جوکر از دی‌سی کامیکس نوشته شده و دنباله‌ای مستقیم بر فیلم جوکر (۲۰۱۹) است. واکین فینیکس یک بار دیگر نقش آرتور فلک / جوکر را در آن تکرار کرده و لیدی گاگا، زاسی بیتس، استیو کوگان، برندن گلیسون و کاترین کینر دیگر بازیگران فیلم هستند. داستان فیلم دو سال بعد از رویدادهای قسمت قبل رخ داده و سرنوشت جوکر را دنبال می‌کند که بعد از شرکت در دوره‌های درمان با موسیقی تیمارستان آرکهام وارد یک رابطه عاشقانه با هم تیمارستانی خود به نام هارلی می‌شود.
تاد فیلیپس ابتدا نسبت به ساخت دنباله جوکر تردید داشت اما بعد از موفقیت‌های گسترده فیلم، قانع شد که قسمت بعدی آن را جلوی دوربین ببرد. خبر ساخت فیلم به صورت رسمی در ژوئن ۲۰۲۲ منتشر شد. فیلم‌برداری جوکر: جنون مشترک در فاصله دسامبر ۲۰۲۲ تا آوریل ۲۰۲۳ انجام گرفت. مراحل پس از تولید فیلم نزدیک به یک سال کامل به طول انجامید.
جوکر: جنون مشترک برای نخستین بار در هشتادویکمین دوره جشنواره فیلم ونیز به روی پرده رفت و در تاریخ ۴ اکتبر ۲۰۲۴ در آمریکا و بریتانیا اکران شد. فیلم با واکنش منفی منتقدان همراه بود. عملکرد فینیکس و گاگا، صحنه‌های موزیکال و طراحی صحنه فیلم مورد تحسین قرار گرفت اما منتقدان نسبت به فیلم‌نامه، شخصیت‌پردازی ضعیف و روند کند داستانی و زمان طولانی فیلم انتقاد داشتند. این فیلم بیش از ۲۰۶ میلیون دلار در جهان فروش داشته درحالی که بودجهٔ ساخت آن ۱۹۰–۲۰۰ میلیون دلار بود.

## داستان
دو سال بعد از وقایع قسمت قبل، آرتور فلک که همچنان در تیمارستان آرکهام بستری است برای طی کردن روند بهبود خود در کلاس‌های درمان با موسیقی شرکت می‌کند. خیلی زود رابطه‌ای عاشقانه میان آرتور و یکی دیگر از بیماران آرکهام به نام لی شکل می‌گیرد؛ رابطه‌ای که به مرور شکلی عجیب پیدا کرده و تبدیل به جنون دو نفره می‌شود. در همین حال، برخی از شورشیان حامی آرتور تلاش دارند که او را از زندان فراری دهند.

## بازیگران
- واکین فینیکس در نقش آرتور فلک / جوکر: دلقک بی‌بضاعت و بیمار روانی فقیر و کمدین استندآپ که توسط جامعه نادیده گرفته شده است. سابقه پرخاشگری او باعث می‌شود که تبدیل به جنایتکاری هیچ‌انگار با درون‌مایهٔ دلقک شود.
- لیدی گاگا در نقش هارلین «لی» کویینزل: بیماری که عاشق آرتور می‌شود.[۶][۷][۸]
- برندن گلیسون در نقش جکی سالیوان
- کاترین کینر در نقش ماریان استوارت
- زاسی بیتس در نقش سوفی داموند: مادر مجرد بدبین که آرتور فکر می‌کرد با او در رابطهٔ عشقانه بود.[۹]
- استیو کوگان در نقش پدی میرز
- هری لاوتی در نقش هاروی دنت[۱۰][۱۱][۱۲]
- جیکوب لافلند

## تولید

### توسعه
فیلم جوکر در سال ۲۰۱۹ قرار بود یک فیلم مستقل و بدون دنباله باشد، گرچه که برادران وارنر قصد داشت تا دی‌سی بلک را راه‌اندازی کند: مجموعه ای از فیلم‌های مبتنی بر دی‌سی کامیکس که به فرنچایز دنیای توسعه‌یافته دی‌سی (DCEU) ارتباطی ندارد و با موارد تاریک‌تر و تجربی‌تر همراه است؛ مشابه ناشر کمیک دی‌سی بلک لیبل. کارگردان تاد فیلیپس در اوت ۲۰۱۹ گفت که علاقه‌مند به ساخت دنباله‌ای، بسته به عملکرد فیلم نخست و نظر واکین فینیکس است. او بعداً توضیح داد که «فیلم برای [داشتن] دنباله‌ای برنامه‌ریزی نشده است. ما همیشه آن را به عنوان یک فیلم مطرح می‌کردیم، و بس.» در اکتبر ۲۰۱۹، فینیکس در مصاحبه با پیتر ترورز گفت احتمالاً نقش آرتور را دوباره ایفا می‌کند؛ ترورز از فینیکس پرسید آیا جوکر را «نقش رؤیایی» خود می‌داند یا خیر. فینیکس گفت: «نمی‌توانم از فکر کردن در مورد آن دست بردارم… اگر کار دیگری بتوانیم با جوکر انجام دهیم که ممکن است جالب باشد» و نتیجه گرفت، «این چیزی نیست که من واقعاً می‌خواستم قبل از کار روی این فیلم انجام دهم. من نمی‌دانم که [کارهای بیشتری برای انجام] وجود دارد… از آنجا که به نظر بی پایان می‌رسید».
در نوامبر ۲۰۱۹، هالیوود ریپورتر اعلام کرد که دنباله‌ای در دست ساخت است و انتظار می‌رود فیلیپس، سیلور و فینیکس بازگردند. اما ددلاین هالیوود در همان روز گزارش داد که گزارش هالیوود ریپورتر دروغ بود و هنوز مذاکرات آغاز نشده است. فیلیپس در پاسخ به گزارش‌ها گفت که دربارهٔ ساخت دنباله‌ای با برادران وارنر صحبت کرده است و این احتمال وجود دارد، اما روند توسعه در حال پیشرفت نیست. فیلیپس همچنین تأیید کرد که فیلم بتمن (۲۰۲۲) با جوکر مرتبط نخواهد بود. فیلیپس در طی مصاحبه‌ای با ورایتی در جشنواره بین‌المللی فیلم پام اسپرینگز، علاقه خود را به اسپین‌آفی با تمرکز بر بتمن ابراز کرد و گفت: «این یک گاتهام زیبا است. چیزی که من دوست دارم ببینم کسی با آن مقابله کند این است که بتمن از آن گاتهام چگونه به نظر می‌رسد. من نمی‌گویم که این کار را انجام خواهم داد. چیزی که در مورد گنجاندن بتمن در فیلم ما برای من جالب بود این بود که «آن گاتهام چه نوع بتمنی می‌سازد؟» منظور من از آن فقط همین بود.»
در ژوئن ۲۰۲۲، فیلیپس اعلام کرد که دنبالهٔ آن با فیلم‌نامه‌ای به نویسندگی او و سیلور در حال توسعه است. نام فیلم، یعنی جوکر: جنون مشترک نیز مشخص شد. بعداً در همان ماه اعلام شد که لیدی گاگا در حال مذاکره برای ایفای نقش هارلی کوئین است و اینکه این فیلم موزیکال خواهد بود. کمی بعد، گاگا تأیید کرد که در این فیلم بازی خواهد کرد. در ماه اوت، گزارش شد که زاسی بیتس در حال مذاکره برای بازی مجدد در نقش سوفی داموند در این فیلم است. حضور بیتس در سپتامبر همان سال در کنار برندن گلیسون، کاترین کینر و جیکوب لافلند اعلام شد. گلیسون به‌دلیل تحسین برای اجرای «ماندگار» فینیکس در فیلم اول و همچنین حضور گاگا به پروژه پیوست، گرچه که اعتراف کرد در مورد اینکه چه کاری باید برای نقشش انجام دهد «تا حدی ترسیده است». در اکتبر، ددلاین هالیوود گزارش داد که هری لاوتی برای بازی در این فیلم در یک «نقش بزرگ» انتخاب شده است.
در فوریهٔ ۲۰۲۳، جیمز گان، مدیرعامل دی‌سی استودیوز، تأیید کرد که جوکر: جنون مشترک پروژه‌ای از DC Elseworlds خواهد بود که داستان آن خارج از دنیای سینمایی اصلی یعنی دنیای دی‌سی رخ می‌دهد.

### فیلمبرداری
تصویربرداری اصلی در ۱۰ دسامبر ۲۰۲۲ با انتشار اولین نگاه به فیلیپس در حساب اینستاگرام آغاز شد. فیلم‌برداری در سطح شهری، در مارس ۲۰۲۳ در لس آنجلس صورت گرفت.

### پس از تولید
جیمز گان در دسامبر ۲۰۲۳ اعلام کرد که به‌عنوان تهیه‌کننده اجرایی در حال کار بر روی فیلم است و محتوای فیلم‌برداری را بررسی می‌کند و در مورد آن نظر خواهد داد. گزارش شده است که بودجه فیلم ۲۰۰ میلیون دلار است که افزایش زیادی نسبت به بودجه ۶۰ میلیون دلاری فیلم نخست جوکر دارد. اینداستریال لایت اند مجیک ساخت جلوه‌های بصری فیلم را بر عهده داشت.

## موسیقی
هیلدور گودنادوتیر، سازندهٔ موسیقی فیلم نخست، آهنگسازی این فیلم را بر عهده داشت.
گاگا همچنین یک «آلبوم همراه» تحت عنوان هارلکوئین در ۲۷ سپتامبر ۲۰۲۴ منتشر کرد.

## انتشار
مراسم افتتاحیهٔ جهانی جوکر: جنون مشترک در تاریخ ۴ سپتامبر ۲۰۲۴ در هشتاد و یکمین جشنواره بین‌المللی فیلم ونیز برگزار شد. این فیلم در ۴ اکتبر ۲۰۲۴ توسط برادران وارنر در ایالات متحده اکران شد.

## بازخورد

### واکنش انتقادی
در وبگاه جمع‌آوری نقد راتن تومیتوز، ٪۳۳ از ۳۲۹ بررسی منتقدان مثبت است و میانگینِ امتیاز آن ۴٫۹/۱۰ است. این فیلم در متاکریتیک که از میانگین وزنی استفاده می‌کند، بر اساس نظر ۶۲ منتقدین امتیاز ۴۵ از ۱۰۰ را کسب کرده که نشان‌گر «نقدهای مختلط یا متوسط» است. تماشاگران شرکت‌کننده در نظرسنجی سینماسکور به فیلم میانگین نمرهٔ «D» از A+ تا F دادند (پایین‌ترین نمره برای یک فیلم کمیکی تا کنون) و تماشاگرانی که توسط پست‌ترک مورد بررسی قرار گرفتند، امتیاز کلی ۴۰٪ مثبت به فیلم دادند (با میانگین امتیاز ۱/۲ از پنج ستاره) و ۲۴٪ گفتند که قطعاً آن را توصیه می‌کنند.
مانند فیلم نخست، جوکر: جنون مشترک منتقدان را دو دسته کرد؛ منتقدان عوامل فنی، طراحی لباس، موسیقی و اجرای فینیکس و گاگا را ستایش کردند اما به فیلم‌نامه، مدت زمان، روند کند داستانی و شخصیت‌پردازی (که چندین نفر از منتقدان آن را «رشد نیافته» می‌دانستند) انتقاد وارد شد.